# Netelia brevicornis
Netelia brevicornis là một loài tò vò trong họ Ichneumonidae.